# Reazione di sostituzione dei leganti
La reazione di sostituzione dei leganti è un tipo di reazione cui possono dar luogo i composti di coordinazione, e consiste nella sostituzione di un legante già presente nella sfera di coordinazione del metallo con un altro legante presente nell'ambiente di reazione. Uno schema del tutto generale è
MLnX + Y → MLnY + X
dove Y sostituisce X nella sfera di coordinazione del complesso. X è detto legante uscente e Y è detto legante entrante.

## Complessi inerti e labili
Dal punto di vista della cinetica, per indicare la propensione di un complesso a reagire sostituendo i leganti si usano i termini "inerte" e "labile". In pratica questi due termini danno un'idea della velocità con la quale può reagire un complesso. Una definizione pratica è che un complesso si considera inerte quando il tempo di semitrasformazione (t½) della reazione è maggiore di un minuto. In questo caso la reazione è abbastanza lenta da renderne molto semplice lo studio cinetico perché si possono mescolare i reagenti e seguire il decorso della reazione con qualsiasi tecnica classica (ad esempio, spettroscopia UV-vis). I complessi labili (t½ < 1 min) reagiscono più rapidamente e  lo studio delle loro reazioni richiede tecniche veloci.
I termini labile e inerte, di derivazione cinetica, non vanno confusi con stabile e instabile, usati in ambito termodinamico.

## Meccanismi
Si deve a Cooper H. Langford e Harry B. Gray la classificazione delle reazioni di sostituzione dei complessi in base a meccanismi distinguibili in senso operazionale (cioè fornendo delle definizioni che permettono di distinguerli in modo univoco). I possibili meccanismi vengono così classificati:
Meccanismo associativo, denotato con A. Si assegna tutte le volte che è possibile evidenziare la presenza di un intermedio con numero di coordinazione più alto rispetto a reagente e prodotto. In altre parole, esiste un intermedio comunque evidenziabile dove il metallo coordina sia il legante uscente X che legante entrante Y. In questo caso si ha dapprima l'associazione di Y al metallo, e in seguito si ha la rottura del legame M–X:
MLnX + Y → MLnXY →  MLnY + X
Meccanismo dissociativo, denotato con D. Si assegna tutte le volte che è possibile evidenziare la presenza di un intermedio con numero di coordinazione più basso rispetto a reagente e prodotto. In altre parole, esiste un intermedio comunque evidenziabile dove il metallo non è coordinato né al legante uscente X né al legante entrante Y. In questo caso si ha dapprima la dissociazione di X dal metallo, e in seguito si ha la formazione del legame M–Y:
MLnX + Y → MLn + X + Y →  MLnY + X
Meccanismo di interscambio, denotato con I. Viene assegnato tutte le volte che non si riesce ad evidenziare nessun tipo di intermedio. In tal caso si considera che esista uno stato di transizione dove il rilascio del legante X e l'entrata del legante Y avvengono contemporaneamente:
MLnX + Y → [ Y…MLn…X ]  →  MLnY + X
Il meccanismo di tipo I si può ulteriormente suddividere in Ia (interscambio associativo) e Id (interscambio dissociativo) come segue. Si assegna il meccanismo Ia quando la velocità di reazione dipende sensibilmente dalla natura del legante entrante Y e poco dalla natura del legante uscente X. Si assegna il meccanismo Id quando la velocità di reazione dipendente sensibilmente dalla natura del legante uscente X e poco dalla natura del legante entrante Y.

## Reazioni di sostituzione in complessi planari quadrati
La maggior parte dei complessi planari quadrati noti coinvolgono metalli con configurazione elettronica d8, che sono principalmente i seguenti (Gruppi 9-11):
|       | Ni(II) |         |
| Rh(I) | Pd(II) |         |
| Ir(I) | Pt(II) | Au(III) |

La maggior parte delle conoscenze sulle reazioni di sostituzione in complessi planari quadrati riguarda tuttavia il Pt(II), dato che i complessi di Pt(II): 
- sono più stabili all'ossidazione rispetto a quelli di Rh(I) e Ir(I);
- sono sempre planari quadrati, a differenza di quelli di Ni(II) che possono essere anche tetraedrici;
- sono inerti, per cui le velocità di reazione sono abbastanza lente da poter essere studiate facilmente con tecniche convenzionali.

La reattività alla sostituzione dei complessi planari quadrati del Pt(II) passa normalmente attraverso meccanismi associativi (A o Ia), dato che il metallo può facilmente essere attaccato da un quinto legante sopra o sotto il piano molecolare. Dato che il meccanismo è di tipo associativo, la velocità delle reazioni di sostituzione è notevolmente influenzata dalla natura del legante entrante. È inoltre noto che nei complessi planari quadrati il legante che viene sostituito è determinato dal legante presente in trans a quello uscente (T nello schema seguente). Questo fatto è noto come effetto trans.
Normalmente la reazione avviene con ritenzione della configurazione, per cui il legante entrante va a sostituire esattamente la posizione lasciata libera da quello uscente. Ciò implica che nell'intermedio (meccanismo A) o nello stato di transizione (meccanismo Ia) pentacoordinati non avvengono processi di isomerizzazione.

## Reazioni di sostituzione in complessi ottaedrici
I complessi dei metalli di transizione sono per la maggior parte ottaedrici, e quindi le loro reazioni di sostituzione sono particolarmente importanti. In pratica, i complessi ottaedrici di quasi tutti i metalli della prima serie di transizione sono labili, in modo tale che le loro reazioni di sostituzione dei leganti appaiono praticamente istantanee, e difficili da studiare. Fanno eccezione i complessi di Cr(III) e Co(III), che risultano inerti; questo fatto si può spiegare considerando che questi due ioni hanno configurazioni elettroniche particolarmente stabili, dato che il Cr(III) ha configurazione elettronica d3 e i livelli t2g sono semiriempiti, mentre il Co(III) ha configurazione elettronica d6 e i livelli t2g sono completamente pieni. 
La maggior parte delle conoscenze sulle reazioni di sostituzione in complessi ottaedrici riguarda quindi i complessi di Cr(III) e Co(III), dato che sono inerti. Questi complessi, a differenza di quelli planari quadrati, non hanno disponibili ulteriori posizioni di coordinazione, e le loro reazioni di sostituzione avvengono di regola con meccanismi dissociativi, di solito con meccanismo Id, e più raramente D. La velocità di queste reazioni di sostituzione è di conseguenza influenzata sensibilmente dalla natura del gruppo uscente, e poco dalla natura del gruppo entrante.